# Jason Gardner
Jason Corey Gardner (Indianápolis, Indiana, 14 de noviembre de 1980) es un exjugador y entrenador de baloncesto estadounidense. Actualmente ejerce como Director de relaciones con los jugadores en su alma mater, Arizona Wildcats. Con 1,78 metros de estatura, jugaba en la posición de base.

## Trayectoria deportiva

### Universidad
Jugó  cuatro temporadas con los Universidad de Arizona de la Universidad de Arizona, en las que promedió 14,6 puntos, 3,4 rebotes y 4,6 asistencias por partido. En su primera temporada le fue concedido el Premio USBWA al Freshman Nacional del Año, mientras que en 2003 le concedieron el Frances Pomeroy Naismith Award al mejor jugador de menos de 1,83 de estatura de la División I de la NCAA, a la vez que fue incluido en el segundo equipo consensuado All-America.

### Profesional
Tras no ser elegido en el 2003, fichó por el KK Krka Novo Mesto de Eslovenia, con el que disputó dos partidos de Euroliga, promediando 7,5 puntos y 3,5 asistencias. De ahí pasó al BC Oostende de la liga belga, donde permaneció dos temporadas, y posteriormente al Ironi Ramat Gan israelí. Jugó una temporada en los Telekom Baskets Bonn de la Basketball Bundesliga, donde promedió 14,9 puntos y 2,8 asistencias por partido, y en 2007 fichó por el también equipo alemán del EWE Baskets Oldenburg.
En 2009 se proclamó campeón de la liga alemana, siendo elegido además MVP de la competición, tras promediar 13,7 puntos y 4 asistencias por partido. Jugó una temporada más, en la que promedió 8,8 puntos y 2,3 asistencias por partido, retirándose al término de la misma.

### Entrenador
Comenzó siendo asistente en el instituto Cathedral High School en 2010, de donde pasó al año siguiente a desempeñar el mismo puesto ya en la Universidad de Loyola de la División I de la NCAA, donde era el entrenador principal Porter Moser. En 2013 pasó a ser asistente en la Universidad de Memphis y en 2014 fue contratado como entrenador principal de la Universidad de Indiana-Universidad Purdue Indianápolis. En sus dos primeras temporadas consiguió 23 victorias y 40 derrotas.